# Cachabolik Blues Rock
Cachabolik Blues Rock es una de las dos historietas que componen el undécimo álbum del personaje Superlópez de Jan. Se publicó en 1988 y en ella el protagonista se enfrenta a una banda de rock que provoca altercados por culpa de una partitura diabólica.

## Trayectoria editorial
La historieta se publicó de forma seriada en la revista Superlópez números 23 a 32 entre febrero y mayo de 1988. En septiembre de ese año se recopiló en el número 11 de la Colección Olé junto a El fantasma del museo del Prado (ISBN-84-406-5141-4).

## Argumento
Jaime González y Luisa Lanas convencen a regañadientes a Juan López para ir al concierto de un grupo de música rock, "Cachabolik Blues Rock". Juan se da cuenta de que las canciones del grupo provocan en la gente una actitud vandálica y agresiva. Superlópez se infiltra en el castillo donde toca el grupo (financiados por los gángsters Al Trapone y su banda) y les roba la partitura infernal capaz de alterar el comportamiento de la gente. Con ella convence al productor musical Terencio Corneta para formar un grupo con Jaime y Luisa que rivalice con "Cachabolik". En el concierto de Superlópez, el grupo de Al Trapone intenta sabotearles cantando en el exterior a todo volumen, lo que provoca altercados entre los fanes de ambos grupos. Superlópez logra detener a la banda y se retira definitivamente del mundo de la música.